# Pachuco Cadáver
Pachuco Cadáver es un dúo musical formado por Roberto Pettinato y Guillermo Piccolini a principios de la década de 1990. Actualmente siguen unidos, girando por Argentina. El nombre se debe a una canción de Captain Beefheart, de su álbum Trout Mask Replica de 1969.

## Historia
Pachuco Cadáver nació en Madrid en 1989-1990, como un dúo formado por los argentinos Guillermo Piccolini (teclista; ex-Toreros Muertos) y Roberto Pettinato (voz y guitarra; ex-componente del grupo argentino Sumo). Proponía una fusión musical con guiños psicodélicos (influenciados por Syd Barrett), fanfarrias sintéticas marca Residents, humor marciano, dadaísmo canterburyano (de Daevid Allen a los primeros Soft Machine), martilleos de piano a lo John Cale/«I'm Waiting For The Man», resacas de Captain Beefheart (empezando por el propio nombre de la banda) y, por encima de todo, pop: un viaje sonoro a través de la iconografía pop que va de los Beatles a la new wave pasando por Andy Warhol, las aventuras televisivas de Batman o los B-52's.
Varias actuaciones, ensayos teóricos y elucubraciones varias después, Pachuco Cadáver había consolidado su repertorio con una instrumentación mínima: caja de ritmos, teclado, MS-20, guitarra y voz, con la complicidad del saxo invitado del también argentino Willy Crook.
A finales de 1990 editan bajo el recién creado sello Triquinoise su primer álbum, Tres Huevos Bajo Tierra, que incluye una versión de «I'm The Fly» de Wire y «Sunshine Of Your Love» de Cream. Luego, Pettinato vuelve a Argentina dejando al grupo en estado de semi-congelación, sólo activo con los conciertos que en aquel año 1991 dieran con la incorporación del ex-Derribos Arias, Alejo Alberdi a la guitarra y con Piccolini asumiendo las voces. Finalmente, y a caballo entre los dos países, el dúo original vuelve a grabar publicando en 1992 un segundo álbum llamado Life In La Pampa, aún más ecléctico que el anterior. Un año más tarde Piccolini volvía también a Argentina y al mismo tiempo Pachuco Cadáver dejaban definitivamente de existir.
Tras la separación de la banda, Guillermo Piccolini forma su propio grupo con el nombre de Venus (acompañado entre otros por su mujer Marina Olmi) con una propuesta Pop y new wave con su permanente acento psicodélico. Por su parte Roberto Pettinato graba 2 discos solistas: «El Yo Saturado» en 1999 y «Música Anticomercial» en 2003.
En mayo de 2012, el dúo original, con ayuda de Gillespi en trompeta y sintetizadores, Sr. Flavio (famoso integrante de Los Fabulosos Cadillacs) en bajo y su hijo, Astor Cianciarulo en batería, regresa a Buenos Aires para una serie de conciertos y gira por el país. El 5 de mayo, fue el batacazo inicial, en el teatro porteño N/D Ateneo, que contó con Skay Beilinson como único invitado para tocar en «Happy fly». La gira continuó en junio por Santa Fe y Rosario, para regresar en agosto a Buenos Aires, esta vez en Niceto Club.

## Discografía
- Tres Huevos Bajo Tierra (1990)
- Life In La Pampa (1992)